# Músculo psoas menor
El músculo psoas menor es un músculo que se encuentra en la cavidad abdominal, por delante del psoas mayor; par, largo y delgado.
Tiene su origen en los cuerpos de las vértebras T12 y L1 y su inserción, mediante un tendón, en la eminencia iliopúbica.
Su principal acción es colaborar en la flexión de tronco.
Lo inervan ramas del plexo lumbar (l1, l2, l3)
El músculo psoas menor sólo se encuentra en el 50 a 60 % de la población.
- Datos: Q1850432
- Multimedia: Psoas minor muscles / Q1850432